# Euroregion Tatry
Die Euroregion Tatry ist eine Euroregion im Grenzgebiet zwischen  Polen und der Slowakei. Die Euroregion grenzt an die Euroregion Beskiden im Westen und an die Euroregion Karpaten im Osten.

## Entstehung
Die Euroregion Tatry wurde am 26. August 1994 in Nowy Targ gegründet, das auch Sitz der Verwaltung der Euroregion Tatry ist. In ihr sind die Grenzgebiete Polens und der Slowakei in der Umgebung der Tatra vereint. Sie umfasst die historischen Regionen Podhale, Zips, Liptau und Orava sowie die Städte Zakopane, Nowy Targ, Rabka-Zdrój, Szczawnica und Limanowa in Polen sowie Liptowski Mikułasz, Poprad und Stara Lubowla in der Slowakei.

## Ziel
Hauptziel der Euroregion sind gemeinsame Aktivitäten zur ausgewogenen Entwicklung der Region, die Begegnung der Bewohner und Institutionen. Im letzteren Fall sollen vor allem Informationen und Erfahrungen ausgetauscht werden, die Arbeitsmarktsituation verbessert und die wirtschaftliche Entwicklung vorangetrieben werden. Gleichzeitig soll gemeinsam nach Lösung von Verkehrsproblemen und der Infrastruktur gesucht werden. Auch die Aufgaben des Umweltschutzes und der Lebensbedingungen sollen gemeinsam gelöst werden.

## Ausdehnung

### Höhere Verwaltungseinheiten innerhalb der Euroregion
Zur Euroregion gehören:
- in Polen der südliche Teil der Woiwodschaft Kleinpolen
- in der Slowakei der Norden der Ostslowakei.

### Kleinere Verwaltungseinheiten sowie Unterverbände innerhalb der Euroregion

#### Polen
Die polnische Seite besteht aus den Kreisen Tatrzański, Nowotarski, Sucha, Limanowski und Nowosądecki sowie Teilen der Kreise Myślenicki und Gorlicki.

#### Slowakei
Der slowakische Teil besteht aus den Kreisen in der Orava, Liptau und Zips.